# Дино Андонов
Костадин (Дино) Танов Андонов е български революционер, деец на Вътрешната македоно-одринска революционна организация.

## Биография
Роден е в 1879 година в българския южномакедонски град Кукуш, тогава в Османската империя, днес Килкис в Гърция. Присъединява се към ВМОРО в 1906 година и действа като легален деец. В 1911 година става нелегален, четник при Мито Патарозлиев. В същата година участва в сражението в дела на Карадаг Люлка (782 m), Кукушко. В 1912 година е в четата на Михаил Радев – Странджата и се сражава при Корнишор. Изпълнява поръчения на Тодор Александров.
На 8 октомври 1943 година, като жител на София, подава молба за българска народна пенсия, която е одобрена и пенсията е отпусната от Министерския съвет на Царство България.